# Dwergsleutelbloem
De dwergsleutelbloem (Primula minima) is een plant uit de sleutelbloemfamilie.
De soort behoort met zijn hoogte tot 4 cm tot de kleinste in Midden-Europa van nature voorkomende sleutelbloemen. De plant heeft verhoudingsgewijs zeer grote lichtrode bloemen en een klein bladrozet.
De bloeitijd valt in juni en juli.
Het plantje komt voor in de oostelijke Alpen van Beieren tot Tonale op kalkarme, zure grond. De hoogte varieert van 1500-3000 m. De plant groeit hier op rotsige plaatsen en in rotsspleten.
In België en Nederland groeit de plant wel, maar bloeit meestal niet zo uitbundig als in de Alpen. Men kiest een schaduwrijke omgeving en mengt wat kiezelstenen door humusrijke grond.
... · P. auricula (Aurikel) · 
P. beesiana · 
P. bulleyana · 
P. clusiana · 
P. denticulata ·  
P. elatior (Slanke sleutelbloem) · 
P. farinosa · 
P. florindae · 
P. glutinosa (Kleverige sleutelbloem) · 
P. hirsuta · 
P. japonica · 
P. minima (Dwergsleutelbloem) · 
P. nutans · 
P. rosea · 
P. scandinavica · 
P. scotica · 
P. sieboldii · 
P. stricta · 
P. veris (Gulden sleutelbloem) · 
P. vulgaris (Stengelloze sleutelbloem) · ...